# Atmospheric Reentry Demonstrator
Atmospheric Reentry Demonstrator o ARD fue un vehículo experimental europeo para el estudio de la reentrada atmosférica. Consistía en un modelo a escala del 80% del módulo de mando de una nave Apolo para realizar pruebas tecnológicas para un posible vehículo de rescate de tripulación para la Estación Espacial Internacional. No iba tripulado, y estaba estabilizado en los tres ejes.
Entre sus instrumentos se contaba un sistema de comunicación con los satélites TDRS de la NASA, un sistema de navegación GPS, 7 propulsores de control por hidracina para el sistema de control de posición, que estaba derivado del sistema de control del Ariane 5, un escudo térmico de 2,8 metros de diámetro, tres paracaídas de 23 metros de diámetro y una baliza SARSAT para su recuperación.
Fue lanzado en un Ariane 5 el 21 de octubre de 1998 desde Kourou. El ARD se separó de la etapa superior del Ariane a los 12 minutos y 2 segundos del despegue, entrando en una órbita de 830 km x 1 km, garantizando la reentrada antes de completar la órbita. El vehículo cayó al océano Pacífico a 3,69 grados norte y 153,35 grados oeste, dentro del área de 5 km en el que se calculó que caería, y fue recuperado por barcos de la armada francesa.
Uno de los objetivos del ARD era validar los algoritmos desarrollados en el cancelado programa del transbordador Hermes, que son similares a los usados por la NASA en su transbordador espacial y se basan en un perfil de deceleración de referencia, lo que permite un guiado aceptable para unos requisitos de cálculo moderados.